# Nini Theilade
Nini Theilade (née le 15 juin 1915 à Purwokerto (Java), Indonésie (alors Indes orientales néerlandaises) et morte le 13 février 2018 à Hesselager (Fionie), Danemark) est une danseuse étoile, chorégraphe et pédagogue danoise.

## Biographie
Elle est née à Java, 99e descendante d'un Maharadja indien (dont elle tire son prénom : Nini=99), son père est danois et sa mère est javanaise et européenne,. Elle est initialement formée par sa mère à la méthode Dalcroze. En 1926, sa famille s'installe au Danemark et elle est inscrite à l'école de ballet d'Asta Mollerup (da) à Copenhague. Après qu'on lui ait refusé l'entrée à l'école du ballet royal à l'âge de 12 ans, sa mère l'emmène à Paris. Elle y bénéficie de formations par Carina Ari, et surtout par Lioubov Iegorova. Celle-ci l'accepte dans les cours parmi les plus grandes étoiles de Paris comme Serge Lifar et Anna Pavlova,. 
Enfant prodige de la danse à l'âge de 14 ans, elle se produit en 1929 à La Haye dans un programme solo de diverses pièces chorégraphiées par elle et par Asta Mollerup. Elle remporte un tel succès qu'elle effectue une tournée aux Pays-Bas, en Allemagne, au Danemark, en Suisse, en France, en Suède et en Finlande. Parmi ces chorégraphies, Impromptu, Le joueur de Flûte, Sérénade sur un tango d'Isaac Albéniz, Porcelaine danoise, Valse viennoise, Pierrette sous la direction de son imprésario Ernst Krauss, Diana, Impression de Tahiti.
Elle est remarquée à Stockholm en 1931 par le metteur en scène Max Reinhardt qui l'engage à danser comme soliste à Berlin dans Les Contes d'Hoffmann puis dans La Belle Hélène sur des chorégraphies écrites pour elle par Anton Dolin et Bronislava Nijinska. Il fait appel à elle dans des spectacles à Berlin, Vienne, Salzbourg, Leipzig, entre 1931 et 1936,. Sol Hurok intervient aussi comme impresario dans des tournées aux États-Unis. Elle est invitée à la même époque par plusieurs compagnies et directions de théâtre, comme la Großes Schauspielhaus de Berlin. Elle intervient aussi comme actrice et danseuse dans le film hollywoodien Le Songe d'une nuit d'été (1935), et en achève la chorégraphie à la suite d'une brouille entre Max Reinhardt et Bronislava Nijinska,,. 
Elle monte en 1936 Psyché ,sur une musique de César Franck, à Londres puis à Copenhague pour le Ballet royal danois, et est distinguée par le Roi du Danemark. Elle crée d'autres ballets à Copenhague, notamment Cirklen [Le Cercle] sur la Symphonie nº 6  de P. Tchaïkovski,.
De 1938 à 1940 et à la demande de Léonide Massine, elle se produit en tant qu'Étoile aux ballets russes de Monte-Carlo, où, aux côtés de Tamara Toumanova, Mia Čorak Slavenska (en), Alexandra Danilova, Alicia Markova et de Massine lui-même, elle crée plusieurs rôles parmi lesquels l'Orage dans la septième symphonie n°7 de Beethoven, la Vénus dans La Bacchanale sur une musique de Wagner), la Pauvreté dans Nobilissima Visione sur une musique d'Hindemith). En 1940, elle chorégraphie Nuage pour la Compagnie des Ballets russes de Monte-Carlo, au Metropolitan Opera de New York.
En tournée au Brésil, elle quitte la Compagnie au moment de l'occupation du Danemark. Elle rencontre dans ce pays son premier conjoint, un financier d'origine néerlandaise.
De 1941 à 1945, elle vit au Brésil.
En tant qu'artiste invitée à l'Opéra de Rio de Janeiro, elle compose plusieurs chorégraphies dont Psyché, Les Nuages, Concerto, Metaphore, et monte sa première école.
Elle s'installe plusieurs années au Portugal où elle remonte plusieurs Ballets.
Invitée par le Théâtre royal de Copenhague, elle crée en 1950 Metaphor, un ballet expressionniste sur une musique de Niels Viggo Bentzon, et Concerto, un ballet d'inspiration plus classique sur une musique de Robert Schumann,.
Elle revient s'installer au Danemark en 1965, après le décès de son mari, pour l'éducation de ses deux enfants,. Elle se remarie en 1967, avec Arne Buchter Larsen. Elle crée de nouvelles chorégraphies, et notamment Kalkbilede en 1968. Elle ouvre à Thurø à côté de Svendborg en 1969 une Académie de Ballet. Des danseurs du monde entier viennent travailler avec elle. Elle chorégraphie aussi pour des compagnies danoises,.
En 1979, dans une recherche de liberté artistique, elle décide de quitter le Danemark et vient s'installer à Lyon pour ouvrir une fois de plus une académie de Ballet proposant l'Art de la Danse pour tous, débutants, élèves confirmés et professionnels.
En 1987, elle perd son mari et reste encore un an sur Lyon. Puis elle repart au Danemark. Elle reprend les cours réguliers à l’École du Théâtre d'Odense et en 1991, le département Danse de l’École supérieure de Oure lui demande d'assurer l'enseignement de la Danse. Elle continue également, malgré son âge, à participer à des représentations.
En 2005, elle fête ses 90 ans au Théâtre Dansescenen à Copenhague en présence d'Erik Aschengreen (da) ainsi que d'un journaliste du New York Times venu spécialement pour cet évènement. Le spectacle monté à cette occasion permet de découvrir quelques-unes de ses chorégraphies qu'elle danse elle-même et le pas de Deux de Psyché interprété par une danseuse du Ballet Rambert.
Elle est une nouvelle fois ovationnée lors de la dernière réunion des Ballets Russes de Monte-Carlo à La Nouvelle-Orléans en 2000. Elle écrit aussi ses mémoires, parus en 2006 sous le titre : Nini Theilade: Dansen var det hele værd.
Elle meurt le 13 février 2018 à l'âge de 102 ans,.
Des photos et des films d'elle et de ses ballets sont archivés à la Bibliothèque du Théâtre royal de Copenhague ainsi qu'à la New York Public Library.

## Œuvres

### Chorégraphies (sélection)
- 1936 : Psyché, musique de César Franck
- 1938 : Cirklen (Le Cercle), musique de Piotr Ilitch Tchaïkovski
- 1940 : Nuage
- 1950 : Metaphor, musique de Niels Viggo Bentzon
- 1950 : Concerto, musique de Robert Schumann
- 1968 : Kalkbilede

### Publication
- (da) Nini Theilade et Lone Kühlmann, Nini Theilade : Dansen var det hele værd, People's Press, 2006, 255 p. (ISBN 978-87-91812-53-8)

### Filmographie
- 1934 : Sången till henne d'Ivar Johansson
- 1935 : Le Songe d'une nuit d'été (A Midsummer night's dream), réalisation de Max Reinhardt et William Dieterle.
- 2010 Nini Theilade, En dokumentarfilm af Lone Falster - documentaire réalisé par Lone Falster.

### Sources
- Philippe Le Moal, Dictionnaire de la Danse, Larousse, coll. « Librairie de la Danse », 1999, 830 p. (ISBN 978-2-03-511318-4)